# Mathilde von Bayern

Mathilde mit ihrem Hund

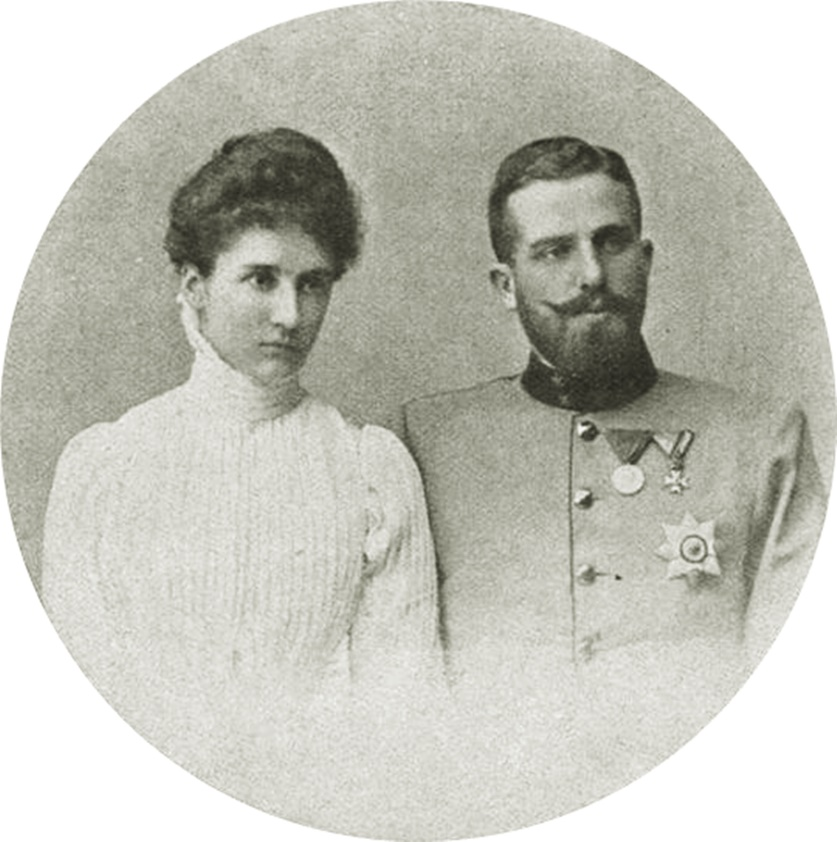
Mathilde von Bayern mit ihrem Gatten Ludwig Gaston von Sachsen-Coburg und Gotha, 1900.

Mathilde Marie Theresia Henriette Christine Luitpolda Prinzessin von Bayern (* 17. August 1877 in Lindau; † 6. August 1906 in Davos) war eine bayerische Prinzessin. Sie war das sechste Kind von Ludwig III. und dessen Ehefrau Maria Theresia von Modena.

## Leben
Mathilde Marie Theresia Henriette Christine Luitpolda war die dritte Tochter von König Ludwig III. von Bayern und der Erzherzogin Maria Theresia von Österreich-Este. Sie gilt als die Lieblingsenkelin des Prinzregenten Luitpold.
Die Prinzessin heiratete am 1. Mai 1900 in München Ludwig Gaston von Sachsen-Coburg und Gotha, einen Sohn von Prinz Ludwig August von Sachsen-Coburg und Gotha und Leopoldina Teresa de Bragança, Infantin von Kaiserreich Brasilien.
Mathilde starb mit 28 Jahren in der Schweiz (Davos) an einem Lungenleiden. Sie ist in einem aufwendigen Grabmal in der Filialkirche St. Peter und Paul des Starnberger Ortsteiles Rieden beigesetzt.

## Nachkommen
- Antonius von Sachsen-Coburg und Gotha (1901–1970)
- Maria Immaculata von Sachsen-Coburg und Gotha (1903–1940)

### Vorfahren
| Ahnentafel von Mathilde von Bayern | Ahnentafel von Mathilde von Bayern                                                                | Ahnentafel von Mathilde von Bayern                                                                                           | Ahnentafel von Mathilde von Bayern                                                                              | Ahnentafel von Mathilde von Bayern                                                                  | Ahnentafel von Mathilde von Bayern                                                                                   | Ahnentafel von Mathilde von Bayern                                                                                   | Ahnentafel von Mathilde von Bayern                                                                                   | Ahnentafel von Mathilde von Bayern                                                                                   |
| ---------------------------------- | ------------------------------------------------------------------------------------------------- | --- | --- | --------------------------------------------------------------------------------------------------- | --- | --- | --- | --- |
| Ururgroßeltern                     | König Maximilian I. Joseph (1756–1825) ⚭ 1785 Auguste Wilhelmine von Hessen-Darmstadt (1765–1796) | Herzog Friedrich von Sachsen-Hildburghausen (1763–1834) ⚭ 1785 Charlotte Georgine Luise von Mecklenburg-Strelitz (1769–1818) | Großherzog Ferdinand III. von Österreich-Toskana (1769–1824) ⚭ 1790 Luisa Maria von Neapel-Sizilien (1773–1802) | Maximilian von Sachsen (1759–1838) ⚭ 1792 Caroline von Bourbon-Parma (1770–1804)                    | Erzherzog Ferdinand Karl von Österreich (1754–1806) ⚭ 1812 Maria Beatrice d’Este (1750–1829)                         | König Viktor Emanuel I. von Sardinien (1759–1824) ⚭ 1789 Maria Theresia von Österreich-Este (1773–1832)              | Kaiser Leopold II. (1747–1792) ⚭ 1765 Maria Ludovica von Spanien (1745–1792)                                         | Ludwig von Württemberg (1756–1817) ⚭ 1784 Henriette von Nassau-Weilburg (1780–1857)                                  |
| Urgroßeltern                       | König Ludwig I. (1786–1868) ⚭ 1810 Therese von Sachsen-Hildburghausen (1792–1854)                 | König Ludwig I. (1786–1868) ⚭ 1810 Therese von Sachsen-Hildburghausen (1792–1854)                                            | Großherzog Leopold II. von Österreich-Toskana (1797–1870) ⚭ 1816 Maria Anna von Sachsen (1799–1832)             | Großherzog Leopold II. von Österreich-Toskana (1797–1870) ⚭ 1816 Maria Anna von Sachsen (1799–1832) | Erzherzog Franz IV. von Österreich-Este, Herzog von Modena (1779–1846) ⚭ 1812 Maria Beatrix von Savoyen (1792–1840)  | Erzherzog Franz IV. von Österreich-Este, Herzog von Modena (1779–1846) ⚭ 1812 Maria Beatrix von Savoyen (1792–1840)  | Erzherzog Joseph Anton Johann von Österreich (1776–1847) ⚭ 1819 Maria Dorothea von Württemberg (1797–1855)           | Erzherzog Joseph Anton Johann von Österreich (1776–1847) ⚭ 1819 Maria Dorothea von Württemberg (1797–1855)           |
| Großeltern                         | Prinzregent Luitpold von Bayern (1821–1912) ⚭ 1844 Auguste Ferdinande von Österreich (1825–1864)  | Prinzregent Luitpold von Bayern (1821–1912) ⚭ 1844 Auguste Ferdinande von Österreich (1825–1864)                             | Prinzregent Luitpold von Bayern (1821–1912) ⚭ 1844 Auguste Ferdinande von Österreich (1825–1864)                | Prinzregent Luitpold von Bayern (1821–1912) ⚭ 1844 Auguste Ferdinande von Österreich (1825–1864)    | Erzherzog Ferdinand Karl von Österreich-Este (1821–1849) ⚭ 1847 Elisabeth Franziska Maria von Österreich (1831–1903) | Erzherzog Ferdinand Karl von Österreich-Este (1821–1849) ⚭ 1847 Elisabeth Franziska Maria von Österreich (1831–1903) | Erzherzog Ferdinand Karl von Österreich-Este (1821–1849) ⚭ 1847 Elisabeth Franziska Maria von Österreich (1831–1903) | Erzherzog Ferdinand Karl von Österreich-Este (1821–1849) ⚭ 1847 Elisabeth Franziska Maria von Österreich (1831–1903) |
| Eltern                             | König Ludwig III. (1845–1921) ⚭ 1868 Marie Therese von Österreich-Este (1849–1919)                | König Ludwig III. (1845–1921) ⚭ 1868 Marie Therese von Österreich-Este (1849–1919)                                           | König Ludwig III. (1845–1921) ⚭ 1868 Marie Therese von Österreich-Este (1849–1919)                              | König Ludwig III. (1845–1921) ⚭ 1868 Marie Therese von Österreich-Este (1849–1919)                  | König Ludwig III. (1845–1921) ⚭ 1868 Marie Therese von Österreich-Este (1849–1919)                                   | König Ludwig III. (1845–1921) ⚭ 1868 Marie Therese von Österreich-Este (1849–1919)                                   | König Ludwig III. (1845–1921) ⚭ 1868 Marie Therese von Österreich-Este (1849–1919)                                   | König Ludwig III. (1845–1921) ⚭ 1868 Marie Therese von Österreich-Este (1849–1919)                                   |
| Mathilde von Bayern                |                                                                                                   | | | | | | | |

## Werke

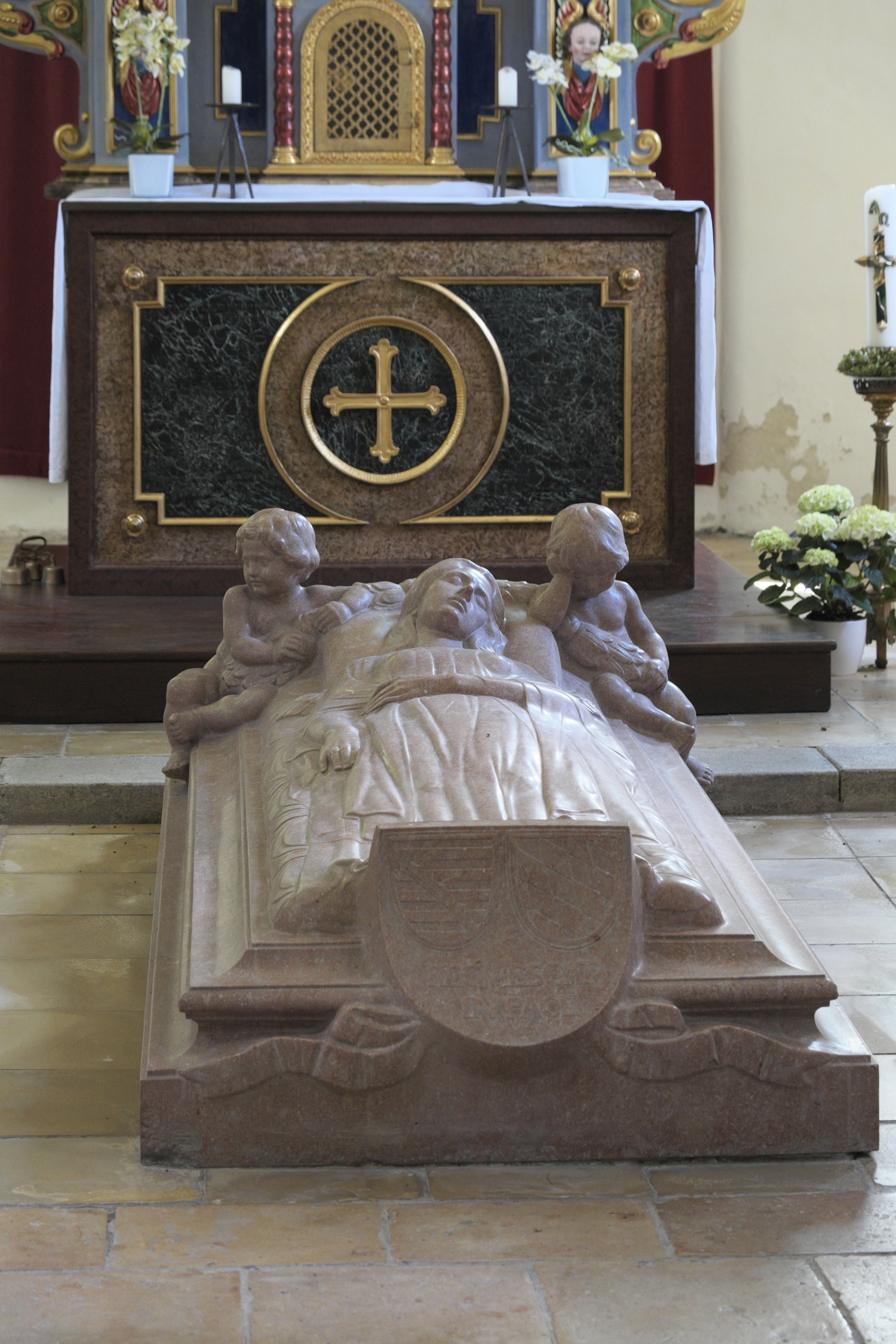
Grab in der Kirche St. Peter und Paul in Rieden

- Traum und Leben – Gedichte einer früh Vollendeten. Verlag Süddeutsche Monatshefte, München 1910 (posthum anonym herausgegeben).